# أندريس روبلس
أندريس روبلس (بالإسبانية: Andrés Robles Fuentes)‏ (7 مايو 1994 بسانتياغو في تشيلي - ) هو لاعب كرة قدم تشيلي في مركز الوسط. شارك مع منتخب تشيلي تحت 17 سنة لكرة القدم ومنتخب تشيلي تحت 20 سنة لكرة القدم ومنتخب تشيلي لكرة القدم. أما مع النوادي، فقد لعب مع أتلتيكو مدريد ب وأتلتيكو مدريد وسانتياغو واندررز.

## وصلات خارجية
- أندريس روبلس على موقع الاتحاد الدولي (مؤرشف)  (الإنجليزية)
- أندريس روبلس على موقع قاعدة بيانات كرة القدم.إي يو (الإنجليزية)
- أندريس روبلس على موقع ناشيونال فوتبول تيمز (الإنجليزية)
- أندريس روبلس على موقع Soccerway.com (الإنجليزية)
- أندريس روبلس على موقع عالم كرة القدم.نت (الإنجليزية)
- أندريس روبلس على موقع AS.com (الإسبانية)